# Metro 2033 (відеогра)
Metro 2033 (укр. Метро 2033) — відеогра, яка поєднує жанри survival horror та шутера від першої особи. Сюжет гри базується на однойменному романі російського письменника Дмитра Глуховського «Метро 2033». Гру розробила українська компанія 4A Games, яку створили вихідці з компанії GSC Game World, що відома у всьому світі завдяки іграм S.T.A.L.K.E.R. та Козаки Компанія THQ — американський видавець проекту — зазначила, що «Метро 2033» виявилася досить прибутковою грою. Переважна більшість продажів припала на ПК-користувачів.
Офіційна українська локалізація вийшла 26 серпня 2014, разом з покращеною версією Metro 2033 Redux для Microsoft Windows, PlayStation 4, та Xbox One.
Сюжет гри загалом повторює книгу Дмитра Глуховського. Події розгортаються в Москві через 20 років після глобальної ядерної війни. Вцілілі містяни знайшли собі притулок в Московській підземці. Головний герой гри, Артем, вирушає виконати доручення аби врятувати свою домівку від нападів мутантів.

## Ігровий процес

Артем з напарником борються з мутантами

Гравець виступає в ролі молодого чоловіка Артема, що живе в постапокаліптичному світі. Він бореться з різними ворогами — бандитами, мутантами чи представниками ворожих угрупувань. Зброя включає револьвери, дробовики, пістолети-кулемети, гвинтівки, арбалети, гранати, а також звичайні та метальні ножі. Різні види зброї вимагають різних набоїв. Переважно це саморобні набої, більш рідкісні довоєнні не лише потужніші за них, а й слугують грошима. На станціях метро в торговців можливо придбати їхні зброю та спорядження, або продати свої. Крім того зброя, патрони та інші корисні речі забираються з тіл убитих чи приголомшених ворогів, або просто збираються на місцевості.
Рівень здоров'я не показується, лише почервонінням екрана та звуком серцебиття сигналізується про поранення. Коли Артем якийсь час не зазнає поранень, його здоров'я повільно відновлюється. Також його можна швидко поповнити, якщо мати з собою аптечки. В деяких місцях повітря заражене радіацією, тому Артем повинен носити протигаз, фільтри якого з часом зношуються і їх слід замінювати. При зношеному фільтрі скельця протигаза мутнішають та починає відніматися здоров'я. Також скло протигаза може розбитися і тоді слід знайти інший протигаз. Вода часто буває заражена, перебувати в ній так само небезпечно.
В переміщенні допомагає карта, де позначені важливі місця, а компас вказує на головні цілі. В темряві Артем може користуватись запальничкою, що освітлює простір поблизу, але також привертає увагу ворогів. Крім того він може користуватись ліхтарем або приладом нічого бачення. Ліхтар заряджається від ручної динамомашини, але в цей час Артем лишається вразливим. В темряві герой непомітний для ворогів, що дозволяє проходити локації, не вдаючись до насильства. Рівень освітленості повідомляють спеціальні лампочки на годиннику, а шкала таймера на ньому — час до зношення фільтра.
Гра враховує моральність вчинків гравця. Так, допомагаючи людям, слухаючи розмови та утримуючись від убивств, гравець отримає альтернативний фінал.

## Сюжет

### Дія
Молодий чоловік Артем живе з вітчимом Сашею на незалежній станції «ВДНГ», що існує за рахунок виробництва продовольства для інших станцій. Події починаються на виході з метро, де Артем приєднується до загону, що прямує до Останкінської телевежі. Бійці зазнають поразки від зграї мутантів, дія переноситься на 8 днів назад.
Артем чує про напади мутантів Чорних, у присутності яких люди божеволіють. На станцію прибуває боєць на прізвисько Хантер, який допомагає відбитись від чудовиськ. Після цього виявляється, що «ВДНГ» зазнала атаки Чорних. Хантер вирушає на пошуки допомоги та просить Артема, якщо він не повернеться, піти на станції організації «Поліс», де слід передати слідопиту на прізвисько Мельник послання. Минає доба, а Хантер не повертається. Артем вирушає до «Поліса», приєднавшись як охоронець до каравану, що їздить між станціями.
Через обвал караванники змушені звернути в інший тунель, де вони бачать галюцинації. На них нападають мутанти, проте Артем, глава каравану Борис і ще один боєць дістаються до станції «Ризька». Там герой знайомиться з бандитом Бурбоном, який пропонує піти з ним через поверхню на «Сухаревську», за що обіцяє дати свій автомат. Удвох вони долають тамтешніх мутантів та прибувають на станцію «Проспект Миру», але там Бурбона схоплюються місцеві грабіжники, з якими той ворогує. Артем переховується та бачить як ватажок грабіжників і Бурбон вбивають один одного. Артем продовжує шлях з мандрівним філософом Ханом.
Вони проходять тунелі, де зустрічають аномалії та стають свідками містичних тіней і голосів. Удвох вони закладають вибухівку на станції «Тургенівська», щоб перегородити мутантам шлях. Хан лишається допомогти вцілілим і натякає Артему на важливість його вибору в своїй місії. Артем вирушає на «Кузнецький міст» — вільну станцію, але там його переслідують комуністи з «Червоної лінії». Знайомий Хана Андрій допомагає покинути станцію, сховавши його під дрезиною комуністів. Той опиняється в центрі битви між комуністами та неонацистами і врешті нацисти схоплюють його. Коли Артема готуються стратити, його рятують бійці організації «Спарта» Ульман і Павло. Видаючи себе за нацистів, вони прориваються крізь блокпости. Павло гине, а Артем опиняється на «Павлецькій».
Станцію атакують мутанти, оборона не вдається, тому тамтешній командир дає Артему касету з сигналом лиха, яку просить доставити в «Поліс» і привести допомогу. Дорогою Артем рятує хлопчика Сашу, якого повертає батькам, і виходить на поверхню. Його викриває нацистський патрульний, але ворога вбиває Ульман. З ним Артем спускається назад у метро і доїжджає до «Поліса».
Артем зустрічає Мельника та передає послання раді «Поліса», однак, вона відмовляє в допомозі. Тоді Мельник розповідає про таємний бункер Д-6, в якому мають бути ракети, котрими можна знищити лігво Чорних. Втім, координати бункера були втрачені під час війни, тож Мельник з Артемом і бійцем Данилом вирушають на поверхню в Російську державну бібліотеку за військовими документами.
На поверхні Данила ранить мутант і той повертається в метро. Шукаючи документи, Артем стикається з мутантами «бібліотекарями» та падає в підвал. Йому вдається відшукати документи, а далі йому допомагають Мельник та Ульман. Вони переховуються в храмі Христа Спасителя, де заснувала оплот «Спарта».
На шляху до бункера Д-6 гинуть кілька супутників, але все ж Артем з Мельником проникають всередину. Бункер виявляється зарослим мутованою плоттю, проте там знаходяться великі запаси продовольства і зброї. Артем перезапускає реактор бункера і забирає цілевказівник для ракет.
Його завданням стає розмістити вказівник на Останкінській телевежі. Дорогою загін знищують мутанти, виживають лише Артем з Мельником. Один з мутантів ранить Мельника, тож Артем вилазить на верхівку вежі сам. Він бачить видіння Чорних, які застерігають не запускати ракети. Виникає образ Хантера, що радить навпаки довести справу до кінця.

### Кінцівки
В грі існує два можливих завершення, що залежать від того, поводився гравець морально (допомагав зустрічним, переховувався від ворогів) чи ні (не допомагав і вбивав ворогів).
- Звичайне завершення — найбільш поширене, що вимагає просто дотримуватися основного сюжету гри, ігноруючи другорядні завдання. Наприкінці по лігву Чорних завдається ракетний удар, за чим Артем спостерігає з верхівки вежі.

- Альтернативне завершення — якщо гравець зробив достатньо благородних виборів, то він одержить можливість збити пострілом або рукою цілевказівник, тим самим рятуючи Чорних від ракетної атаки.

Заключний монолог Артема залежить від вибраного завершення. У випадку звичайного завершення Чорні сприймають Артема як загрозу і після активації прицілу він не сумнівається в необхідності знищення Чорних. Якщо ж Чорних помилувати, то Артем розповідає про своє раптове усвідомлення того, що його галюцинації, які Артем переживав протягом всієї гри, фактично були спробами Чорних встановити мирний контакт. Згодом він говорить про неосяжне, але цілком надійне майбутнє для обох видів.

## Зв'язок з літературним твором Д. Глуховського
Сюжет Metro 2033 заснований на романі «Метро 2033» Дмитра Глуховського. Дія гри відбувається в тому ж самому вигаданому всесвіті, в тому ж самому середовищі, а протагоністом в грі є Артем, головний герой роману. Сюжет гри схожий з сюжетом однойменного роману: гравцю необхідно добратися зі станції «ВДНГ» до «Полісу» і попередити всіх про небезпеку, що насувається. Проте в грі відсутні деякі другорядні епізоди з книги. Також тут є можливість одержати іншу кінцівку, що відрізняється від сюжету джерела.
Сам Дмитро Глуховський так прокоментував гру:
|  | Я чекав на цю гру більше, ніж всі інші — з тієї миті, як сім років тому закінчив роботу над самою першою версією «Метро 2033». Я довго вередував, відхилив декілька пропозицій. Моє гасло: знайди талановитих людей і надай їм свободу дій. У випадку з 4А все складалось саме так. І те, що у хлопців з 4А вийшло в підсумку — просто неперевершено. В неї буде цікаво грати всім — і тим, хто ніколи не читав саму книгу, чи книги з серії «Всесвіт Метро 2033», і тим, хто живе в цьому всесвіті вже декілька років. Оригінальний текст (рос.) Я ждал этой игры больше, чем все остальные — с того самого момента, как семь лет назад закончил работу над самой первой версией «Метро 2033». Я долго привередничал, отклонил несколько предложений. Мое кредо: найди талантливых людей и предоставь им свободу действий. В случае с 4A все обстояло именно так. И то, что у ребят из 4А получилось в итоге — просто великолепно. В нее будет интересно играть всем — и тем, кто никогда не читал саму книгу или книги из серии «Вселенная Метро 2033», и тем, кто живет в этой вселенной уже несколько лет. |

## Розробка
«4A Games» була заснована колишніми співробітниками GSC Game World, що покинули її за рік до випуску S.T.A.L.K.E.R.: Shadow of Chernobyl, зокрема Олесем Шишковцевим і Олександром Максимчуком — програмістами, що взяли участь у розробці рушія X-Ray, який застосовувався в серії ігор S.T.A.L.K.E.R. Гра використовує багатоплатформний рушій 4A Engine, який переноситься на Xbox 360, PlayStation 3 та Microsoft Windows. Існують суперечки чи заснований цей рушій на передвипускній версії X-Ray (як це стверджує Сергій Григорович, засновник, GSC Game World, а також користувачі, що бачили скріншоти 4A Engine SDK, відмічаючи візуальну подібність, спільні ресурси і технічні зміни передвипускного демо 4A Engine, зроблені після скандалу з GSC Game World), або він є власною розробкою (за твердженнями 4A Games та Олеся Шишковцева зокрема, що немислимо переробляти рушій X-ray для підтримки гральних консолей). 4A Engine використовує підтримку Nvidia PhysX, покращений штучний інтелект (ШІ), а також консольний SDK для Xbox 360. ПК-версія містить підтримку DirectX 11 і описується як «любовне повідомлення ПК-гравцям» завдяки рішенню розробників «зробити ПК-версію [особливо] феноменальною».
22 жовтня 2009 компанія THQ офіційно оголосила про те, що саме вона буде видавцем гри Metro 2033. Було заявлено, що гра вийде на початку 2010 року для ПК і Xbox 360. Разом з даною заявою був випущений ігровий трейлер.
2 листопада 2008—2009 року російський видавець і локалізатор компанія «Акелла» оголосила про підписання договору з THQ про видання «Метро 2033» на території Росії і країн СНД.
На виставці відеоігор «ИгроМир» 2009, яка проходила з 5 по 8 листопада включно, демонструвалася гра Metro 2033. Демоверсія була представлена десятьма рівнями. На «ИгроМир» і після нього журналісти Absolute Games взяли докладні інтерв'ю у креативного директора 4A Games Андрія Прохорова і Дмитра Глуховського.
1 грудня 2009 сайт IGN.com опублікував прев'ю Metro 2033 та інтерв'ю з Дмитром Глуховським.
В перших роликах, опублікованих в кінці 2009 року, використовувався підзаголовок гри «Fear The Future» / «Бійся майбутнього».

## Реліз
22 жовтня 2009 року компанія THQ офіційно оголосила, що саме вона буде видавцем гри Metro 2033. Було заявлено, що гра вийде на початку 2010 року для ПК і Xbox 360. Разом з даною заявою було випущено ігровий трейлер. 2 листопада 2009 року російське видавництво та локалізатор компанія «Акелла» оголосила про підписання угоди з THQ про видання Метро 2033 на території Росії та країн СНД.
На виставці відеоігор ИгроМир 2009, яка проходила з 5 по 8 листопада включно, відбувалась публічна демонстрація Metro 2033. Демоверсія була представлена десятьма рівнями. На ИгроМире і після нього журналісти Absolute Games взяли детальне інтерв'ю у креативного директора 4A Games Андрія Прохорова і Дмитра Глуховського.
1 грудня 2009 року сайт IGN опублікував прев'ю Metro 2033 та інтерв'ю з Дмитром Глуховським.

## Завантажуване доповнення
До гри 3 серпня 2010 року було видано доповнення Rangers Pack. Воно додає новий рівень складності, що робить гру напруженішою та складнішою. Як вороги, так і протагоніст, завдають більше ушкоджень одне одному, при цьому ворогів стає більше, зменшується кількість боєприпасів та медикаментів, що гравець може знайти під час гри. Окрім цього з гри прибирається практично весь інтерфейс (окрім можливості дізнатися інформацію про спорядження за допомогою журналу з компасом). Ще в цьому режимі гри головний герой може використовувати всього два види зброї замість трох. Також додає два види потужної зброї: електромагнітну рушницю-прискорювач та пневматичний дробовик.

## Metro 2033 Redux
22 травня 2014 було анонсовано Redux-версію гри. Повноцінний реліз Metro 2033 Redux відбувся 26 серпня 2014 у Північній Америці та 29 серпня 29, 2014 у Європі для Windows, PlayStation 4, та Xbox One.
Ця версія працює на версії ігрового рушія 4A Engine з Metro: Last Light, що забезпечує реалістичніше освітлення, динамічну погоду, вищу деталізацію персонажів, поліпшену анімацію, динамічніші руйнування та спецефекти. Багато текстур було замінено на більш якісні. Штучний інтелект противників став більш адаптивним, полегшилося керування. З'явилися також нові геймплейні можливості з Metro: Last Light: протирання протигаза, модифікація зброї та можливість здійснювати тихі вбивства. Локації було розширено новими зонами, що в оригінальній грі були закриті дверима, або до них не пускала охорона. В нових режимах пропонуються жорсткіші правила. В режимі «Спартанець» надається кілька рівнів складності, але у всіх перезарядка зброї триває довше, а у «Виживанні» на додачу до цього вороги сильніші та уважніші, а корисних предметів трапляється менше.
Redux-версія отримала повну українську локалізацію від Омікрону (озвучення) та Шлякбитрафу (текст). На додачу до Metro 2033 Redux, видавець також випустив об'єднаний реліз під назвою Metro Redux, в який ввійшли як Metro: Last Light Redux так і Metro 2033 Redux. 2 червня 2015 року було випущено демо-версію Metro Redux для PlayStation 4 та Xbox One, що дала змогу гравцям пройти одну третю гри.

## Оцінки й відгуки
| Агрегатор    | Оцінка                                      |
| ------------ | ------------------------------------------- |
| GameRankings | 80.65% (PC) 78.28 % (X360)                  |
| Metacritic   | 81/100 (PC) 90/100 (PC Redux) 77/100 (X360) |

| Видання       | Оцінка |
| ------------- | ------ |
| 1Up.com       | C+     |
| Game Informer | 9/10   |
| GamePro       | 3.5/5  |
| GameSpot      | 8.0/10 |
| IGN           | 6.9/10 |

Оригінальна Metro 2033 здобула високі оцінки та багато схвальних рецензій, зібравши на агрегаторі Metacritic середню оцінку 81/100 для Windows-версії та 77/100 для Xbox 360.
Game Informer порівняли Metro 2033 з Half-Life 2. Було відзначено досить типовий геймплей, але з оригінальним використанням набоїв як грошей. Сайт схвально відгукнувся про сюжет, назвавши виклад історії послідовним і чітким, де нові відомості та геймплейні механіки розкриваються зрозуміло та в доречних місцях. Також відзначалися деталізована графіка, звук, і концепція постапокаліптичного світу загалом.
IGN зауважили, що Metro 2033 має чимало помилок, а новим гравцям можуть бути незрозумілі деякі механіки, котрі пояснюються лише побіжно. Крім того недоліком вказувалася відсутність виразних персонажів. У той же час похвалу здобула атмосфера з елементами жахів, що забезпечується то антуражем старого метро, то холодними пустками поверхні. Загалом Metro 2033 було визнано стандартним шутером з низкою цікавих геймплейних механік.